# 第二巴甫利夫卡 (洛佐瓦區)
49°11′53″N 36°35′28″E / 49.19806°N 36.59111°E
第二巴甫利夫卡（烏克蘭語：Павлівка Друга）是位於烏克蘭東部的村莊，由哈爾科夫州洛佐瓦區的洛佐瓦市鎮負責管轄。該村處於別列卡河左岸，距離洛濟夫斯凱2公里，始建於1787年，面積0.36平方公里，海拔高度92米，2001年人口237。